# Termoelektrični generator
Termoelektrični generator , TEG  (tudi Seebeck generator) je naprava, ki spremeni temperaturno razliko direktno v električno energijo. Pri tem uporablja termoelektrični pojav, ki se imenuje Seebeckov efekt. Izkoristek je 5-8%. Sprva so uporabljali bimetalne sponke, novejši generatorji pa uporabljajo polprevodnike iz bizmut telurida (Bi2Te3), svinčevega telurida (PbTe), kalcijevega mangan oksida oziroma kombinacijo, odvisno od temperature. Termoelektrični generator tako kot MHD generator, za razliko od navadnih generatorjev nima gibljivih delov. V nekaterih primerih lahko uporablja ventilator oziroma črpalko. TEG so sorazmerno lahki za izdelavo. Trenutno je izkoristek majhen in cena visoka. Večji izkoristek zahteva večje temperaturne razlike.
Uporablja se na vesoljskih plovilih, kjer je znan kot radioizotopni termoelektrični generator - RTG . Pri slednjih se uporablja razpad radioaktivnega goriva kot izvor toplote npr. Pu-238, vendar je princip delovanja drugačen kot pri navadnem jedrskem reaktorju. Okrog 30 radioaktivnih izotopov je možno uporabiti kot gorivo. RTG-ji se lahko uporabljajo tam, kjer zaradi prevelike oddaljenosti od Sonca ni možna uporaba fotovoltaike, npr. na sondah Voyager 1 in 2. S časom pride do deteoracije RTGja, npr. od začetne 470 W do 392 W po 23 letih, zaradi manjše radiacije goriva (Pu-238 ima razpolovni čas 87,7 let) na leto izgubi gorivo 0,787 % moči. Poleg tega pride tudi do deteoracije bimetalne sponke, tako je moč na Voyagerju samo še 315 W. RTGji imajo izkoristek 3-7%, kar ni veliko, vendar pa lahko obratujejo več deset let in so zanesljiv vir. Alternativa RTG bi lahko bili Stirlingovi motorji, ki imajo večji izkoristek vendar pa vsebujejo gibljive dele. 
Termoelektrične generatorje se bo s tehničnim napredkom lahko v prihodnosti uporabljalo v avtomobilski industriji (ATEG - Automotive TEG), kjer bodo uporabljali odpadno toploto izpušnega plina. Toplotna razlika 700 °C (~1300°F) bi lahko generirala (sicer odvisno od pretoka) 500-750 W elektrike.
TEG lahko deluje v kombinaciji s fotovoltaiko in tako poveča izkoristek sistema.